# Roger Engel
Pour les articles homonymes, voir Engel.
Roger Engel, né le 11 août 1923 à Talange et mort le 24 janvier 2018 à Haguenau, est un enseignant, naturaliste, archéologue et écrivain français, collaborateur actif de la Société d'histoire et d'archéologie de Saverne et environs, du Jardin botanique du col de Saverne et de l'Herbier de l'université de Strasbourg, grand connaisseur des Vosges septentrionales gréseuses et spécialiste des orchidées de France et d'Europe.

## Taxonomie
Il est l'auteur des noms d'espèces (microespèces) suivantes dans le groupe des renoncules tête d’or (Ranunculus auricomus aggr.):
- Ranunculus nicklesi (R. Engel) Borch.‑Kolb
- Ranunculus lucorum (R. Engel) Borch.‑Kolb
- Ranunculus geissertii R. Engel ex Dunkel

Ophrys fuciflora subsp. elatior (Gumprecht ex H.F. Paulus) Engel & H.F. Quentin 1997 ; synonyme Ophrys fuciflora subsp. elatior (Paulus) R. Engel & Quentin 1997
La Renoncule Ranunculus engelianus Dunkel est nommée en son honneur.

## Œuvres
- L’espèce collective Ranunculus auricomus L. dans l’est de la France, 1967[5]
- Croix rurales anciennes des environs de Saverne et du Kochersberg, Société d'histoire et d'archéologie de Saverne et environs, Saverne, 1974 (en collab.)
- Cartographie des orchidées du Bas Rhin et Haut Rhin (Alsace et Vosges), Société Française d’Orchidophilie, Paris, 1985, 36 p.
- Clé des Ophrys de la flore de France, Société française d'orchidophilie, 1991
- « Monuments funéraires anciens du cimetière d'Obersoultzbach », in Pays d'Alsace, no 175, 1996, p. 41-47
- Orchidées sauvages d'Alsace et des Vosges, Éd. du Griffon, Saverne, 2002 (en collab. avec Henri Mathé)
- Crucifix et calvaires autour de Saverne, Société d'histoire et d'archéologie de Saverne et environs, 2002 (en collab. avec Henri Heitz)